# Xorides fulgidipennis
Xorides fulgidipennis là một loài tò vò trong họ Ichneumonidae.